# Play & Win
Play & Win è un trio rumeno di compositori e produttori, formatosi nel 2000. È composto da Radu Bolfea, Marcel Botezan e Sebastian Barac.
Nel corso degli anni, Radu, Marcel e Sebastian hanno collaborato con molti gruppi e cantanti rumeni famosi come Inna, Akcent, 3rei Sud Est, Cătălin Josan e molti altri.

## Storia del gruppo
Il trio si formò nel 2000 da Radu Bolfea, Marcel Botezan e Sebastian Barac, tutti e tre di Alba Iulia. Durante la loro carriera, il trio ha collaborato con Activ, creando hits come "Superstar","Dor","Heaven" e "Lucruri Simple". Altre collaborazioni includono Alături de Îngeri, Sistem's Oare unde eşti, Andra's We Go Crazy con 3rei Sud Est e House Music di Inna. Debuttano nel 2005 con la produzione del singolo Kylie per la band rumena Akcent. La canzone raggiunse la top 5 in Belgio, Svezia, Norvegia, Polonia, Russia, Ucraina e Turchia, e la prima posizione in Finlandia, Paesi Bassi e Romania. Play & Win hanno prodotto l'album Hot di Inna, pubblicato nel 2009. L'album include il singolo Hot  che rese Inna la prima cantante rumena ad entrare in una classifica di Billboard negli Stati Uniti quando raggiunse la prima posizione nella classifica Mix Show Airplay. L'album contiene anche canzoni come Love, Déjà Vu, Amazing e 10 Minutes, tutti scritti e prodotti da Play & Win. I singoli Hot e Love hanno ricevuto più di 50 milioni di visite su YouTube nel primo anno di uscita. I Play & Win hanno anche prodotto I Am The Club Rocker, il secondo album di Inna pubblicato nel 2011. L'album è stato Disco d'oro sia in Romania che in Polonia e, a detta degli stessi Play & Win, è stato il loro maggior successo. L'album contiene il singolo Sun Is Up che ha raggiunto la prima posizione in Bulgaria e la posizione numero 5 nella Official Dance Chart I Play & Win hanno inoltre collaborato con Andreea Bănică, producendo il suo primo singolo Sexy nel 2010.
I Play & Win fanno invece il loro debutto come cantanti nel 2009 con il singolo Slow Motion. Divenne uno dei più grandi successi in Romania nella primavera del 2009, raggiungendo il primo posto di radio Kiss FM in Romania. Il loro singolo  Ya BB  è stato un altro grande successo in Romania, raggiungendo la prima posizione nella Romanian Top 100 il 5 Giugno 2011. Nel 2012 hanno inoltre collaborato al singolo Inndia di Inna, un brano presente nel suo terzo album, anch'esso prodotto dal trio. La musica prodotta dai Play & Win e Inna vanta più di un miliardo di visualizzazioni su YouTube, mentre ogni singolo di Inna vanta più di 15 milioni di visualizzazioni l'uno e più di 500.000 vendite per album.

## Discografia

### Album
| Change the World                                                                |
| ------------------------------------------------------------------------------- |
| - Data di pubblicazione: 21 Giugno 2011 - Etichetta: Roton - Formato: CD, Album |

### Singoli
| Anno | Titolo                          |
| ---- | ------------------------------- |
| 2008 | "Summertime"                    |
| 2009 | "Slow Motion"                   |
| 2010 | "Only"                          |
| 2011 | "Ya BB"                         |
| 2013 | "Dance With Me" (feat. Antonia) |
| 2013 | "Don't try to stop this"        |
| 2013 | "5 AM"                          |
| 2013 | "Lady"                          |

### Produzioni Musicali
| Year | Artist                         | Album/Song                               |
| ---- | ------------------------------ | ---------------------------------------- |
| 2004 | Akcent                         | SOS, Kylie, Dragoste de închiriat        |
| 2005 | Activ                          | Motive, Superstar, Lucruri Simple        |
| 2006 | 3 Sud Est                      | Iubire, Miracle, Mă iubeai, Mă doare     |
| 2006 | All Stars (Campanie anti-drog) | Don't be a Hero                          |
| 2006 | Natalia Barbu                  | Îngerul Meu (Baby Don't cry)             |
| 2007 | Andra                          | We go crazy                              |
| 2008 | Refflex                        | Fără ea                                  |
| 2008 | Cătălin Josan                  | Megastart, Run away, Între noi           |
| 2008 | Sistem feat. Andra             | Oare unde ești                           |
| 2008 | Morris                         | Desire, Till the morning                 |
| 2008 | Crazy Win                      | Beautiful Lover                          |
| 2008 | Play & Win                     | Summertime                               |
| 2008 | Inna                           | Hot                                      |
| 2009 | Zero                           | Sunny Days                               |
| 2009 | Play & Win                     | Slow Motion                              |
| 2009 | INNA                           | Love                                     |
| 2009 | Bob Taylor feat. INNA          | Déjà Vu                                  |
| 2009 | INNA                           | Amazing, I Need You For Christmas        |
| 2010 | Andreea Bănică feat. Dony      | Samba                                    |
| 2010 | INNA feat. Play & Win          | 10 Minutes                               |
| 2010 | INNA                           | Sun Is Up                                |
| 2010 | Play & Win                     | Only                                     |
| 2010 | Andreea Bănică                 | Sexy                                     |
| 2010 | Ellie White                    | Nu te mai caut                           |
| 2011 | Play & Win                     | Ya BB                                    |
| 2011 | INNA feat. Flo Rida            | Club Rocker                              |
| 2011 | INNA feat. Juan Magán          | Un Momento                               |
| 2011 | INNA                           | Endless                                  |
| 2011 | Desperado                      | Inside I Want You                        |
| 2012 | INNA                           | WOW, Caliente, Tu și eu, Crazy Sexy Wild |
| 2012 | INNA feat. Play & Win          | Inndia                                   |
| 2012 | Play & Win feat. Antinia       | Dance With Me                            |
| 2013 | Play & Win                     | Don't Try To Stop This                   |
| 2013 | Play & Win                     | 5 AM                                     |
| 2013 | ONE                            | Till The End of Time                     |
| 2013 | Play & Win                     | Lady                                     |
| 2015 | 3 Sud Est feat. INNA           | Mai stai                                 |